# Kontrapara
Kontrapara (inaczej przeciwpara) – określenie używane przez maszynistów parowozowych. Oznacza takie ustawienie suwaków silników parowozu, aby para oddziaływała nie na stronę roboczą (pracującą) tłoka, ale na stronę przeciwną. Kontraparę w parowozie można porównać do hamowania silnikiem w samochodzie. Poprzez zastosowanie kontrapary silnik parowy wytraca prędkość. Podczas przełączenia silników w tryb kontrapary silniki zasysają spaliny z dymnicy. W fazie odlotu pary następuje gwałtowne zderzenie pary w przewodach parowych i napełnianie kotła powietrzem, co może doprowadzić do eksplozji kotła poprzez nagły wzrost ciśnienia. Z tego względu kontraparę należy stosować w ostateczności, ponieważ ma destrukcyjny wpływ na układ napędowy i kocioł lokomotywy.
Potocznie kontrapara oznacza również przełączenie kierunku ruchu parowozu.
Obecnie ze względu na wycofanie parowozów określenie jest raczej przestarzałe.